# Маркус Зитикус фон Хоенемс (кардинал)
Маркус Зитикус фон Хоенемс (на немски: Markus Sittikus von Hohenems, на италиански: Marco Sittico Altemps; * 30 август 1533, Хоенемс; † 15 февруари 1595, Рим) е граф на Хоенемс в Западна Австрия, епископ на Констанц (1561 – 1589), папски легат и кардинал.

## Живот
Той е син на Волф Дитрих фон Хоенемс (1508 – 1538) и съпругата му Киара де' Медичи (1507 – 1559), дъщеря на Бернардо де' Медичи († 1519) и Чечилия Сербелони. Майка му е сестра на папа Пий IV (1499 – 1565), (папа 1559 – 1565). През 1587 г. той поема опекунството над децата на брат му Якоб Ханибал I фон Хоенемс (1530 – 1587).
От 1550 г. Маркус Зитикус е при чичо си кондотиера маркиз Джан Джакомо Медичи († 1555), херцог на Меленяно. През 1552 г. той участва в свитата на Карл V при обсадата на Мец против Франция, през 1554/55 г. при обсадата на Сиена и се бие против изпратените от Франция турци.
Чичо му Пий IV е избран през края на 1559 г. за папа. Маркус Зитикус е избран на 29 май 1560 г. на 26 години за епископ на „Касано“ в Италия и на 26 февруари 1561 г. за кардинал. На 10 март 1561 г. той е кардинал-дякон на „Санти XII Апостоли“. На 11 май 1561 г. се отказва от службата епископ на Касано. На 6 октомври същата година е избран за епископ на Констанц в Германия и на 24 октомври е помазан за епископ.
На 30 юли 1563 г. той е кардинал свещеник на „Санти XII Апостоли“. През 1565 г. е архиепископски свещеник на базиликата „Сан Джовани ин Латерано“, на 15 май 1565 г. и на „Сан Джорджо ин Велабро“. На 17 февруари 1566 г. на 32 г. е епископ на Констанц, на 3 октомври 1577 г. – кардинал-свещеник на „Санта Мария дели Анджели“. На 3 октомври 1578 г. е кардинал-свещемик на „Сан Пиетро ин Винколи“, на 17 август 1579 г. е кардинал-свещеник на „Сан Клементе“ и на 5 декември 1580 г. на „Санта Мария ин Трастевере“. На 31 юли 1589 г. на 55 години той се отказва като епископ на Констанц.
Построява „Палацо Алтемпс“ в Рим.
Умира на 61 години на 15 февруари 1595 г. в Рим и е погребан в базиликата „Санта Мария ин Трастевере“ в Рим.

## Деца
Маркус Зитикус фон Хоенемс има връзка с Оливия Джиганти и има две деца с нея:
- Роберто д'Алтемпс (* 20 април 1566, Рим; † 1586, обезглавен от папа Сикст V, погребан в Санта Мария ин Трастевере, Рим), 1. принц ди Галезе, женен 1576 г. за Корнелия Орсини († 1643)
- Алтеа д'Алтемпс († 26 юли 1619, Рим)